# Exaculum pusillum
Exaculum es un género monotípico de plantas con flores perteneciente a la familia Gentianaceae. Su única especie: Exaculum pusillum (Lam.) Caruel, es originaria de las islas británicas.

## Descripción
Es una planta herbácea que alcanza hasta los 3 cm de altura, con hojas pequeñas y flores de color rosa pálido de aproximadamente 1 mm de largo, que solo abre cuando la luz del sol es brillante.

## Hábitat
Se encuentra en áreas de dunas que son muy húmedas durante  el invierno y que se secan en verano.
Es una planta muy rara que a veces no se ve durante años . Se puede encontrar en Guernsey en las áreas  descritas anteriormente . 1977 y 1998 fueron buenos años con la aparición de muchas plantas, pero no tenemos registros desde entonces.

## Taxonomía
Exaculum pusillum fue descrito por (DC.) Caruel y publicado en Flora italiana, ossia descrizione delle piante ... 6: ?. 1886.
Sinonimia
- Chironia minima Thuill.
- Chironia pusilla Steud.
- Cicendia candollei Griseb.
- Cicendia pusilla (Lam.) Griseb.
- Cicendiola vaillantii Bubani
- Cicendiopsis pusilla (Lam.) Kuntze
- Erythraea luteola Pers.
- Exacum candollei Bastard
- Exacum glaucum Bastard ex Schult.
- Exacum pusillum (Lam.) DC.
- Gentiana filiformis Pourr. ex Willk. & Lange
- Gentiana pusilla Lam.
- Microcala filiformis Colmeiro
- Microcala pusilla (Lam.) G.Don[2]